# Javier Acevedo

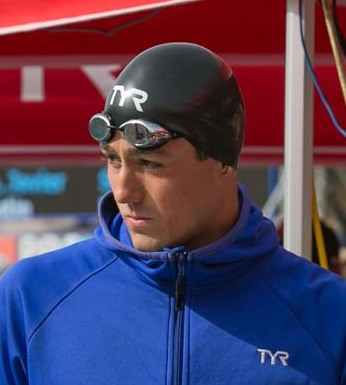
Javier Acevedo (2018)

Javier Carlos Acevedo (* 28. Januar 1998 in Scarborough, Toronto) ist ein kanadischer Schwimmer. Er gewann bis 2024 bei Weltmeisterschaften eine Silbermedaille und zwei Bronzemedaillen auf der 50-Meter-Bahn und je eine Silber- und Bronzemedaille auf der 25-Meter-Bahn. Bei Panamerikanischen Spielen erschwamm er zweimal Silber und viermal Bronze, hinzu kamen eine Silbermedaille und drei Bronzemedaillen bei Commonwealth Games.

## Sportliche Karriere
Acevedo graduierte 2021 in Psychologie an der University of Georgia, seither trainiert er im High Performance Center in Toronto.

### Juniorentitel und erste Olympiateilnahme 2016
Acevedo nahm an den Olympischen Jugendspielen 2014 in Nanjing teil. Seine beste Platzierung war der achte Platz über 100 Meter Freistil. 2015 bei den Juniorenweltmeisterschaften in Singapur wurde Acevedo Zweiter über 50 Meter Rücken hinter Michael Andrew aus den Vereinigten Staaten. Über 200 Meter Lagen schlug er als Vierter an. Die 4-mal-100-Meter-Mixed-Freistilstaffel mit Javier Acevedo, Markus Thormeyer, Penny Oleksiak und Taylor Ruck gewann die Goldmedaille mit fast einer Sekunde Vorsprung auf das australische Quartett.
2016 war Acevedo jüngstes Mitglied des kanadischen Schwimmteams bei den Olympischen Spielen in Rio de Janeiro. Über 100 Meter Rücken verfehlte er als 17. der Vorläufe das Halbfinale um 0,13 Sekunden. Mit der Lagenstaffel schied Acevedo mit der schwächsten Vorlaufzeit aus. Ende 2016 bei den Kurzbahnweltmeisterschaften in Windsor (Ontario) wurde Acevedo Siebter mit der 4-mal-100-Meter-Freistilstaffel. Die 4-mal-50-Meter-Mixed-Lagenstaffel erreichte den fünften Platz.

### Von den Weltmeisterschaften 2017 bis zur zweiten Olympiateilnahme
Bei den Weltmeisterschaften 2017 in Budapest belegte die kanadische 4-mal-100-Meter-Freistilstaffel mit Yuri Kisil, Markus Thormeyer, Javier Acevedo und Carson Olafson den sechsten Platz. Über 50 und 100 Meter Rücken schied Acevedo jeweils im Halbfinale aus. In der 4-mal-100-Meter-Mixed-Lagenstaffel siegte das Quartett aus den Vereinigten Staaten vor der australischen Mannschaft. Dahinter schlugen die Staffeln aus China und aus Kanada zeitgleich an. Für Kanada starteten im Vorlauf Javier Acevedo, Richard Funk, Rebecca Smith und Chantal van Landeghem, im Endlauf waren Kylie Masse, Richard Funk, Penny Oleksiak und Yuri Kisil dabei. Alle sieben Beteiligten  erhielten eine Bronzemedaille. In der 4-mal-100-Meter-Mixed-Freistilstaffel schwammen im Vorlauf Yuri Kisil, Markus Thormeyer, Sandrine Mainville und Chantal van Landeghem. Im Finale siegte die Staffel aus den Vereinigten Staaten vor der aus den Niederlanden. Yuri Kisil, Javier Acevedo, Chantal van Landeghem und Penny Oleksiak erreichten das Ziel als Dritte.
2018 bei den Pan Pacific Championships in Tokio belegte Acevedo den fünften Platz über 100 Meter Rücken und den siebten Platz über 200 Meter Rücken. Zudem erreichte Acevedo den vierten Platz mit der 4-mal-100-Meter-Freistilstaffel und den fünften Platz mit der 4-mal-200-Meter-Freistilstaffel sowie mit der Lagenstaffel.
2019 bei den Panamerikanischen Spielen in Lima wurde Acevedo Vierter über 200 Meter Rücken, Fünfter über 100 Meter Rücken und Siebter über 200 Meter Lagen. Die 4-mal-100-Meter-Mixed-Lagenstaffel mit Javier Acevedo, James Dergousoff, Danielle Hanus und Alexia Zevnik wurde Zweite hinter dem brasilianischen Quartett.
Wegen der COVID-19-Pandemie fanden die eigentlich für 2020 geplanten Olympischen Spiele in Tokio erst 2021 statt. Die 4-mal-100-Meter-Mixed-Lagenstaffel mit Javier Acevedo, Gabe Mastromatteo, Katerine Savard und Rebecca Smith schied als 13. der Vorläufe aus.

### Von den Weltmeisterschaften 2022 bis zur dritten Olympiateilnahme 2024
2022 bei den Weltmeisterschaften in Budapest belegte die 4-mal-100-Meter-Freistilstaffel mit Joshua Liendo, Ruslan Gaziev, Javier Acevedo und Yuri Kisil den sechsten Platz. Die 4-mal-100-Meter-Mixed-Freistilstaffel mit Joshua Liendo, Javier Acevedo, Kayla Sanchez und Penny Oleksiak schwammen die zweitschnellste Zeit hinter der australischen Weltrekordstaffel. Für ihren Einsatz im Vorlauf erhielten auch Ruslan Gaziev, Taylor Ruck und Margaret Mac Neil eine Silbermedaille.
Einen Monat später bei den Commonwealth Games in Birmingham wurde die 4-mal-100-Meter-Freistilstaffel mit Joshua Liendo, Ruslan Gaziev, Finlay Knox und Javier Acevedo Dritte. Ebenfalls Bronze gewann Acevedo über 50 Meter Rücken. Mit der 4-mal-200-Meter-Freistilstaffel erreichte er den fünften Platz. Die 4-mal-100-Meter-Mixed-Freistilstaffel mit Javier Acevedo, Joshua Liendo, Rebecca Smith und Margaret Mac Neil belegte den dritten Platz. Die 4-mal-100-Meter-Mixed-Lagenstaffel wurde Zweite, hier war Acevedo nur im Vorlauf dabei.
Ende des Jahres bei den Kurzbahnweltmeisterschaften in Melbourne belegte die 4-mal-100-Meter-Freistilstaffel den fünften Platz. Über 100 Meter Lagen gewann Acevedo Silber hinter dem Italiener Thomas Ceccon und vor seinem Landsmann Finlay Knox. Mit der 4-mal-200-Meter-Freistilstaffel schwamm Acevedo auf den siebten Rang und mit der 4-mal-100-Meter-Lagenstaffel wurde er Sechster. Die 4-mal-50-Meter-Mixed-Lagenstaffel mit Ingrid Wilm, Javier Acevedo, Ilya Kharun und Rebecca Smith erreichte das Finale mit der achtbesten Vorlaufzeit. Im Endlauf schwammen Kylie Masse, Javier Acevedo, Ilya Kharun und Margaret Mac Neil zwei Sekunden schneller als die Vorlaufstaffel und wurden Dritte hinter dem US-Team und der italienischen Staffel. Alle sechs Beteiligten aus Kanada erhielten eine Bronzemedaille.
2023 bei den Weltmeisterschaften in Fukuoka belegte die kanadische 4-mal-100-Meter-Freistilstaffel mit Joshua Liendo, Ruslan Gaziev, Finlay Knox und Javier Acevedo den fünften Platz. Die 4-mal-100-Meter-Lagenstaffel mit Javier Acevedo, James Dergousoff, Joshua Liendo und Ruslan Gaziev wurde Siebte. Im Oktober bei den Panamerikanischen Spielen in Santiago gewann Acevedo mit den drei Männerstaffeln und mit der 4-mal-100-Meter-Mixed-Freistilstaffel jeweils die Bronzemedaille. Mit der 4-mal-100-Meter-Mixed-Lagenstaffel wurde er Zweiter.
Im Februar 2024 bei den Weltmeisterschaften in Doha erreichte die 4-mal-100-Meter-Lagenstaffel mit Blake Tierney, James Dergousoff, Finlay Knox und Javier Acevedo den vierten Platz mit über einer Sekunde Rückstand auf die Medaillenränge. Ebenfalls den vierten Platz erreichte die 4-mal-100-Meter-Mixed-Freistilstaffel mit Knox, Acevedo, Taylor Ruck und Rebecca Smith. Der Abstand zu den Drittplatzierten betrug anderthalb Sekunden. Bei den Olympischen Spielen in Paris belegte Acevedo zunächst den sechsten Platz mit der kanadischen 4-mal-100-Meter-Freistilstaffel, die in der Besetzung Joshua Liendo, Yuri Kisil, Finlay Knox und Javier Acevedo antrat. Über 100 Meter Rücken schied Acevedo als 20. der Vorläufe aus.